# Copa eslovaca de futbol
La copa eslovaca de futbol, en eslovac Slovenský Pohár és la segona competició de futbol d'Eslovàquia. És organitzada per la Federació Eslovaca de Futbol i es disputa des de l'any 1961.
Entre el 1961 i el 1993, el campió de la copa eslovaca s'enfrontava al campió de la copa txeca per a l'obtenció del títol de campió de la Copa de Txecoslovàquia. Aquesta competició desaparegué l'any 1993 després de la dissolució de Txecoslovàquia. A partir d'aquest any, el campió de la copa eslovaca obté una plaça directa per la Copa de la UEFA.

## Historial

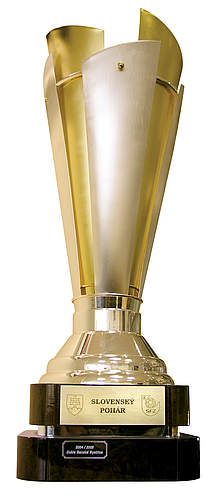
Trofeu de Copa eslovena.

Font:
Copa eslovaca (classificatòria per la copa txecoslovaca, 1961-1993)
- 1960-61 Dynamo Zilina (1)
- 1961-1969 no es disputà
- 1969-70 Slovan Bratislava (1)
- 1970-71 Spartak Trnava (1)
- 1971-72 Slovan Bratislava (2)
- 1972-73 VSS Kosice (1)
- 1973-74 Slovan Bratislava (3)
- 1974-75 Spartak Trnava (2)
- 1975-76 Slovan Bratislava (4)
- 1976-77 Lokomotíva Kosice (1)
- 1977-78 Jednota Trencin (1)
- 1978-79 Lokomotíva Kosice (2)
- 1979-80 ZTS Kosice (2)
- 1980-81 Dukla Banská Bystrica (1)
- 1981-82 Slovan Bratislava (5)
- 1982-83 Slovan Bratislava (6)
- 1983-84 Inter Bratislava (1)
- 1984-85 Lokomotíva Kosice (3)
- 1985-86 Spartak Trnava (3)
- 1986-87 DAC Dunajská Streda (1)
- 1987-88 Inter Bratislava (2)
- 1988-89 Slovan Bratislava (7)
- 1989-90 Inter Bratislava (3)
- 1990-91 Spartak Trnava (4)
- 1991-92 Tatran Presov (1)
- 1992-93 1.FC Kosice (3)

Copa eslovaca (estat independent, 1993-avui)
| Temporada | Campió                    | Finalista          | Resultat               |
| --------- | ------------------------- | ------------------ | ---------------------- |
| 1993–94   | Slovan Bratislava (8)     | 2-1                | Tatran Prešov          |
| 1994–95   | Inter Bratislava (4)      | 1-1 (prò.) (3-1 p) | DAC Dunajská Streda    |
| 1995–96   | Chemlon Humenné (1)       | 2-1                | Spartak Trnava         |
| 1996–97   | Slovan Bratislava (9)     | 1-0 (prò.)         | Tatran Prešov          |
| 1997–98   | Spartak Trnava (5)        | 2-0                | 1. FC Košice           |
| 1998–99   | Slovan Bratislava (10)    | 3-0                | Dukla Banská Bystrica  |
| 1999–00   | Inter Bratislava (5)      | 1-1 (prò.) (4-2 p) | 1. FC Košice           |
| 2000–01   | Inter Bratislava (6)      | 1-0                | MFK Ružomberok         |
| 2001–02   | Koba Senec (1)            | 1-1 (prò.) (4-2 p) | Matador Púchov         |
| 2002–03   | Matador Púchov (1)        | 2-1                | Slovan Bratislava      |
| 2003–04   | Artmedia Bratislava (1)   | 2-0                | Steel Trans Ličartovce |
| 2004–05   | Dukla Banská Bystrica (2) | 2-1                | Artmedia Bratislava    |
| 2005–06   | MFK Ružomberok (1)        | 0-0 (prò.) (4-3 p) | Spartak Trnava         |
| 2006–07   | FC ViOn Zlaté Moravce (1) | 4-0                | FC Senec               |
| 2007–08   | Artmedia Petržalka (2)    | 1-0                | Spartak Trnava         |
| 2008–09   | MFK Kosice (4)            | 3-1                | Artmedia Petržalka     |
| 2009–10   | Slovan Bratislava (11)    | 6-0                | Spartak Trnava         |
| 2010–11   | Slovan Bratislava (12)    | 3-3 (prò.) (5-4 p) | Žilina                 |
| 2011–12   | Žilina (2)                | 3-2 (prò.)         | Senica                 |
| 2012–13   | Slovan Bratislava (13)    | 2-0                | Žilina                 |
| 2013–14   | MFK Košice (5)            | 2-1                | Slovan Bratislava      |
| 2014–15   | AS Trenčín (1)            | 2-2 (prò.) (3-2 p) | Senica                 |
| 2015–16   | AS Trenčín (2)            | 3-1                | Slovan Bratislava      |
| 2016–17   | Slovan Bratislava (14)    | 3-0                | MFK Skalica            |
| 2017–18   | Slovan Bratislava (15)    | 3-1                | MFK Ružomberok         |
| 2018–19   | Spartak Trnava (6)        | 3–3 (prò.) (4-1 p) | Žilina                 |
| 2019–20   | Slovan Bratislava (16)    | 1–0                | Ružomberok             |
| 2020–21   | Slovan Bratislava (17)    | 2–1 (prò.)         | Žilina                 |
| 2021–22   | Spartak Trnava (7)        | 2–1 (prò.)         | Slovan Bratislava      |
| 2022–23   | Spartak Trnava (8)        | 3–1 (prò.)         | Slovan Bratislava      |
| 2023–24   | Ružomberok (2)            | 1–0                | Spartak Trnava         |